# Міністерство науки та освіти Хорватії
Міністерство науки та освіти Республіки Хорватії (хорв. Ministarstvo znanosti i obrazovanja Republike Hrvatske або MZO) — міністерство в Уряді Хорватії, яке відповідає за початкову, середню і вищу освіту та науково-дослідні установи (а до 16 жовтня 2016 — і спорт).

## Міністри
Міністерство у його нинішньому вигляді з'явилось на світ у 2003 році за першого уряду Іво Санадера, в результаті злиття двох раніших міністерств у цій царині — Міністерства науки і технологій та Міністерства освіти і спорту. Обидва міністерства брали свій початок з 1990 року, хоча й міняли протягом 1990-х кілька разів форму і назву. Нижче наведено список міністрів, які очолювали обидва згадані відомства до злиття в 2003 р. 

### Міністри науки (1990–2003)
З 1990 по 1992 рік перші три міністри мали посадову назву міністр науки, технології та інформатики. У серпні 1992 року міністерство науки, технології та інформатики було перейменовано на міністерство науки і техніки, яка залишалася незмінною до 2003 року.
| Міністр         | Партія      | Вступ на посаду  | Звільнення з посади |
| --------------- | ----------- | ---------------- | ------------------- |
| Осман Муфтич    |             | 30 травня 1990   | 31 липня 1991       |
| Анте Чович      |             | 31 липня 1991    | 15 квітня 1992      |
| Юре Радич       | ХДС         | 15 квітня 1992   | 12 серпня 1992      |
| Іво Санадер     | ХДС         | 12 серпня 1992   | 7 січня 1993        |
| Бранко Єрен     |             | 23 лютого 1993   | 7 листопада 1995    |
| Івиця Костович  | ХДС         | 7 листопада 1995 | 14 жовтня 1998      |
| Мілена Жиц-Фукс | Безпартійна | 22 лютого 1999   | 27 січня 2000       |
| Хрвоє Кралєвич  | ХСЛП        | 27 січня 2000    | 30 липня 2002       |
| Гвозден Флего   | СДП         | 30 липня 2002    | 23 грудня 2003      |

### Міністри освіти (1990–2003)
З 1990 по 1993 рік міністерство називалося міністерством освіти, культури та спорту. У квітні 1993 року його було перейменовано на міністерство культури і освіти. У жовтні 1994 року міністерство було розділено на теперішнє міністерство культури та міністерство освіти і спорту (хорв. Ministarstvo prosvjete i športa) з призначенням керівницею останнього Лілі Вокич. Ця форма залишалася незмінною до 2003 року.
| Міністр              | Партія | Вступ на посаду | Звільнення з посади |
| -------------------- | ------ | --------------- | ------------------- |
| Влатко Павлетич      | ХДС    | 30 травня 1990  | 15 квітня 1992      |
| Весна Джирарді-Юркич | ХДС    | 15 квітня 1992  | 18 жовтня 1994      |
| Ліля Вокич           | ХДС    | 18 жовтня 1994  | 4 березня 1998      |
| Божидар Пугельник    | ХДС    | 4 березня 1998  | 5 жовтня 1999       |
| Ненсі Іванішевич     | ХДС    | 5 жовтня 1999   | 27 січня 2000       |
| Владимир Стругар     | ХСП    | 27 січня 2000   | 23 грудня 2003      |

### Міністри науки, освіти та спорту (2003–2016)
| Міністр          | Партія           | Вступ на посаду | Звільнення з посади |
| ---------------- | ---------------- | --------------- | ------------------- |
| Драган Приморац  | Безпартійний [1] | 23 грудня 2003  | 6 липня 2009        |
| Радован Фукс     | ХДС              | 6 липня 2009    | 23 грудня 2011      |
| Желько Йованович | СДП              | 23 грудня 2011  | 11 червня 2014      |
| Ведран Морнар    | Безпартійний [2] | 11 червня 2014  | 22 січня 2016       |
| Предраг Шустар   | ХДС              | 22 січня 2016   | 19 жовтня 2016      |

### Міністри науки та освіти (2016– )
| Міністр         | Партія                            | Вступ на посаду | Звільнення з посади |
| --------------- | --------------------------------- | --------------- | ------------------- |
| Паво Баришич    | ХДС                               | 19 жовтня 2016  | 9 червня 2017       |
| Блаженка Див'як | Безпартійна, але за квотою ХНП-ЛД | 9 червня 2017   | 23 липня 2020       |
| Радован Фукс    | ХДС                               | 23 липня 2020   | нині чинний         |

### Виноски
1. ↑  Драган Приморац спочатку був призначений на посаду в 2003 році як безпартійний міністр. Перебуваючи на посаді, він вступив до ХДС в 2007 році. Після його заяви про намір балотуватися на пост президента на хорватських президентських виборах 2009 року його членство в партії було припинено в листопаді 2009 року.
2. ↑  Ведрана Морнара призначено в 2014 році як безпартійного міністра за квотою СДП.